# Palpelius taveuniensis
Palpelius taveuniensis là một loài nhện trong họ Salticidae.
Loài này thuộc chi Palpelius. Palpelius taveuniensis được Patoleta miêu tả năm 2008.